# اجتثاث النازية

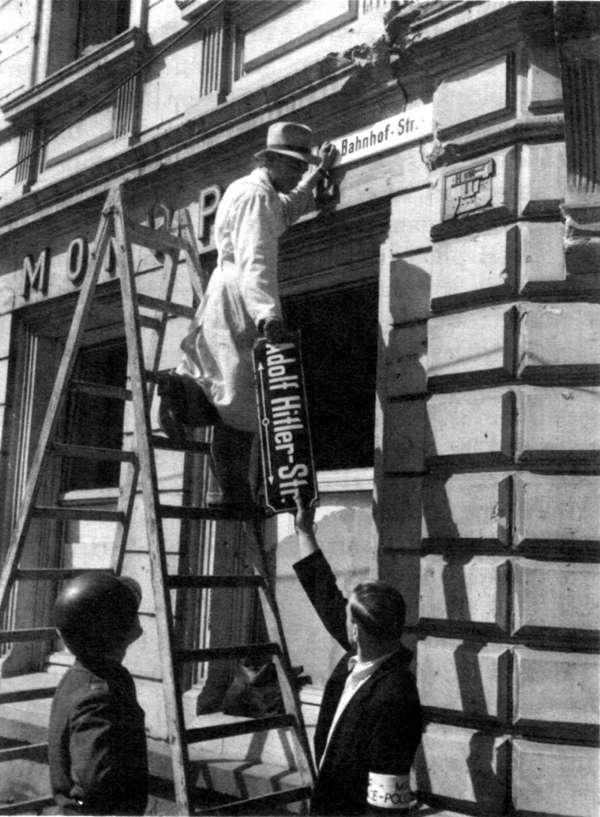
عمال يقومون بإزالة لافتات من "شارع أدولف هتلر" السابق (شارع) في ترير، مايو 1945

اجتثاث النازية (بالإنجليزية: Denazification) (بالألمانية: Entnazifizierung) كانت مبادرة من حلفاء الحرب العالمية الثانية للتخلص وتحرير المجتمع الألماني والنمساوي، من الأيديولوجية الاشتراكية الوطنية (النازية) والمتمثلة في الثقافة والصحافة والاقتصاد والقضاء والسياسة. تم تنفيذها عن طريق إزالة أولئك الذين كانوا أعضاء في الحزب النازي أو شوتزشتافل (قوات الأمن الخاصة) من مناصب السلطة والنفوذ ومن خلال تفكيك أو جعل المنظمات المرتبطة بالنازية عاجزة. تم إطلاق برنامج اجتثاث النازية بعد نهاية الحرب العالمية الثانية وتم تعزيزه باتفاق بوتسدام.
تم اقتباس مصطلح (denazification) «اجتثاث النازية» في البداية كمصطلح قانوني في عام 1943 في البنتاغون، وكان من المفترض تطبيقه بالمعنى الضيق مع الإشارة إلى النظام القانوني الألماني بعد الحرب. بعد ذلك بوقت قصير، استغرق أصبح المعنى أكثر عمومية. الفترة من 1945 إلى 1950، احتجزت قوات الحلفاء أكثر من 400000 ألماني في معسكرات الاعتقال خارج نطاق القانون بحجة اجتثاث النازية. 
في أواخر عام 1945 وأوائل عام 1946، أدى ظهور الحرب الباردة والأهمية الاقتصادية لألمانيا وقلة القوى العاملة المتحالفة لإدارة مجهود إزالة الأسلحة النووية إلى فقدان القوى الغربية والولايات المتحدة بشكل خاص الاهتمام بالبرنامج. قام البريطانيون بتسليم لوحات اجتثاث النازية إلى الألمان في يناير 1946، بينما فعل الأمريكيون نفس الشيء في مارس 1946. وبذل الفرنسيون حهزد أقل لاجتثاث النازية.سرعان ما نظرت الحكومة الأمريكية إلى البرنامج على أنه غير فعال. بالإضافة إلى ذلك، كان البرنامج لا يحظى بشعبية كبيرة في ألمانيا وعارضته حكومة ألمانيا الغربية الجديدة كونراد أديناور. من ناحية أخرى، تم اعتبار اجتثاث النازية في المنطقة السوفيتية عنصرا حاسما في التحول إلى مجتمع اشتراكي وتم تطبيقه بسرعة وفعالية.

## تطبيق

### ألمانيا في القرن الحادي والعشرين
في عام 2017، حقق مكتب المدعي الفيدرالي الألماني مع ملازم بالجيش الألماني يُعرف باسم «فرانكو أ» يُزعم أنه متطرف يميني تتهمه السلطات بالتورط في مؤامرة للقيام بأعمال عنيفة خطيرة تهدد أمن الدولة. وتعليقا على القضية قالت وزيرة الدفاع الألمانية أورسولا فون دير لين «عندما تقول أطروحة الماجستير [فرانكو أ.] أن الهجرة تؤدي إلى الإبادة الجماعية الوراثية للشعوب الغربية، فيجب أن يكون واضحا للجميع أننا نتعامل مع الأفكار النازية». بعد أن أصدرت وزارتها تقريرًا عن الأحداث التي تورد تفاصيل عن الجنود الذين يؤدون التحية النازية والاعتداء العنصري على أفراد الخدمة من خلفيات الأقليات؛ وذكرت في أبريل 2017 أن الوزارة ستقوم بتغييرات كبيرة.

## آثار

### للدولة الألمانية المستقبلية
أثرت ثقافة نزع النازية بقوة على المجلس البرلماني المكلف بوضع دستور لمناطق الاحتلال التي ستصبح ألمانيا الغربية.
هذا الدستور (بالألمانية: Grundgesetz)‏، القانون الأساسي) تم الانتهاء منه في 8 مايو 1949، تم التصديق عليه في 23 مايو، ودخل حيز التنفيذ في اليوم التالي. يمثل هذا التاريخ بشكل فعال أساس جمهورية ألمانيا الاتحادية.

### لمستقبل أوروبا
شهدت نهاية نزع النازية إنشاء مخصص في البداية لـ Western Union الذي سيتم إضفاء الطابع المؤسسي عليه كالاتحاد الأوروبي الغربي في عام 1947 و1955، مع تنفيذ تحويل اجتماعي واقتصادي واسع بالفعل في المجال الصارم لتحديد الأسلحة.

## الإنهاء
جزئيا مستوحاة من الفكرة الكامنة وراء إزالة النازية، تبنت العديد من دول وسط وشرق أوروبا سياسات بعد ثورات 1989 تهدف إلى تفكيك إرث مؤسسات الدولة الشيوعية والثقافة وعلم النفس، وإلى حد ما لمعاقبة الجناة الشيوعيين، المشار إليها باجتثاث الشيوعية.